# 슬랑오르은색랑구르
슬랑오르은색랑구르(Trachypithecus selangorensis)은 말레이반도 서부 해안에서 발견되는 루뚱원숭이의 일종이다. 이전에는 은색루뚱의 변종으로 간주했지만 2008년 루스(Roos) 등이 이 개체군을 아종(Trachypithecus cristatus selangorensis) 수준으로 격상시켰다. 이후 별도의 종으로 분류했다.

## 분포 및 서식지
말레이시아 크다주와 페락주, 슬랑오르주, 느그리슴빌란주, 믈라카주 그리고 조호르주 남서부에 분포한다.